# Saint-Michel-en-l’Herm
Saint-Michel-en-l’Herm ist eine westfranzösische Gemeinde mit 2.347 Einwohnern (Stand: 1. Januar 2022) im Département Vendée in der Region Pays de la Loire. Sie gehört zum Arrondissement Fontenay-le-Comte und zum Kanton Luçon. Die Einwohner werden Michelais genannt.

## Lage
Saint-Michel-en-l’Herm liegt an der Atlantikküste in der Landschaft Vendée. Das Gemeindegebiet gehört zum Regionalen Naturpark Marais Poitevin. Umgeben wird Saint-Michel-en-l’Herm von den Nachbargemeinden Saint-Denis-du-Payré im Norden, Triaize im Osten, L’Aiguillon-la-Presqu’île im Westen sowie Grues im Nordwesten.
Durch die Gemeinde führt die frühere Route nationale 746 (heutige D1046).

## Geschichte
Ursprünglich befand sich der Ort auf einer Insel am Piktonischen Golf. 1017 überfielen die Wikinger die Bucht.

## Bevölkerungsentwicklung
| Jahr          | 1962 | 1968 | 1975 | 1982 | 1990 | 1999 | 2006 | 2012 |
| Einwohner     | 1965 | 1898 | 1937 | 1944 | 1999 | 1931 | 1958 | 2281 |
| Quelle: INSEE |      |      |      |      |      |      |      |      |

## Sehenswürdigkeiten

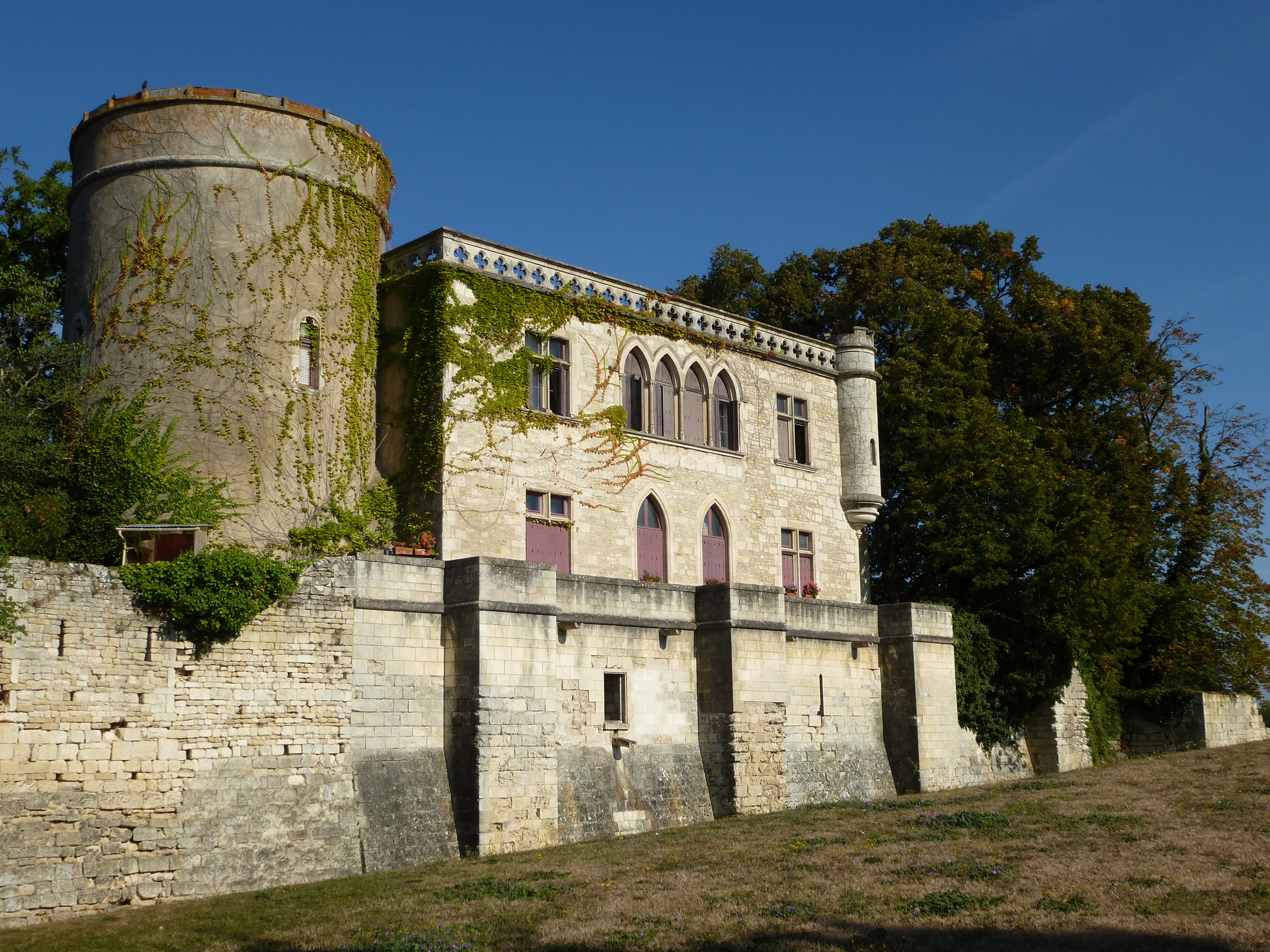
Reste der königlichen Abtei von Saint-Michel

- Kirche, Reste der früheren königlichen Abtei von Saint-Michel, die ursprünglich 682 von Benediktinern gegründet und 1569 von den Protestanten zerstört wurde
- Museum André Deluol

## Persönlichkeiten
- Lancelot Voisin de La Popelinière (1541–1608), Historiker und Schriftsteller, lebte lange in der königlichen Abtei
- Alfred Le Roux (1815–1880), Unternehmer und Bankier
- François Bon (* 1953), Schriftsteller